# François-Jean-Hyacinthe Feutrier
François-Jean-Hyacinthe Feutrier, comte-évêque de Beauvais, né à Paris le 2 avril 1785, où il est mort le 27 juin 1830.

## Biographie
Fils de Jean Feutrier et de Marie Catherine Dauphin, il est le frère de Alexandre Jean Feutrier, conseiller d'Etat, préfet puis (1835) pair de France.
Il brilla comme prédicateur, devint successivement vicaire de la grande aumônerie, curé de la paroisse de la Madeleine (dont le siège est alors l'église Notre-Dame-de-l'Assomption), vicaire général du diocèse de Paris (1823). Il se distingue par ses talents oratoires et prononce l'oraison funèbre du duc de Berry (1820), puis celle de la duchesse d'Orléans (1821).
Le 24 avril 1825, il est sacré évêque de Beauvais dans l'église Sainte Geneviève (actuel Panthéon) par Mgr de Quelen, archevêque de Paris, dont il était le vicaire-général.
Il se consacre alors à l'administration de son diocèse, où il effectue de nombreuses visites pastorales, promeut les missions, les retraites ecclésiastiques, réforme les écoles primaires et la maîtrise de la cathédrale.
Tout en restant évêque de Beauvais, il fut, après la chute du ministère Villèle, chargé le 3 mars 1828, après Mgr Denis Frayssinous, du ministère des affaires ecclésiastiques.
Il se montra constitutionnel et fit rendre la célèbre ordonnance du 16 juin 1828, qui limitait le nombre des élèves des petits séminaires et fermait les maisons des jésuites. Par ces mesures restrictives, il indisposa une partie du clergé. Il augmenta le nombre des cures, mais tomba avec le cabinet Martignac, le 8 août 1829.
Le 4 janvier 1828, il avait été nommé Pair de France, puis comte-pair par lettres patentes du 11 décembre 1829. Il mourut six mois plus tard.

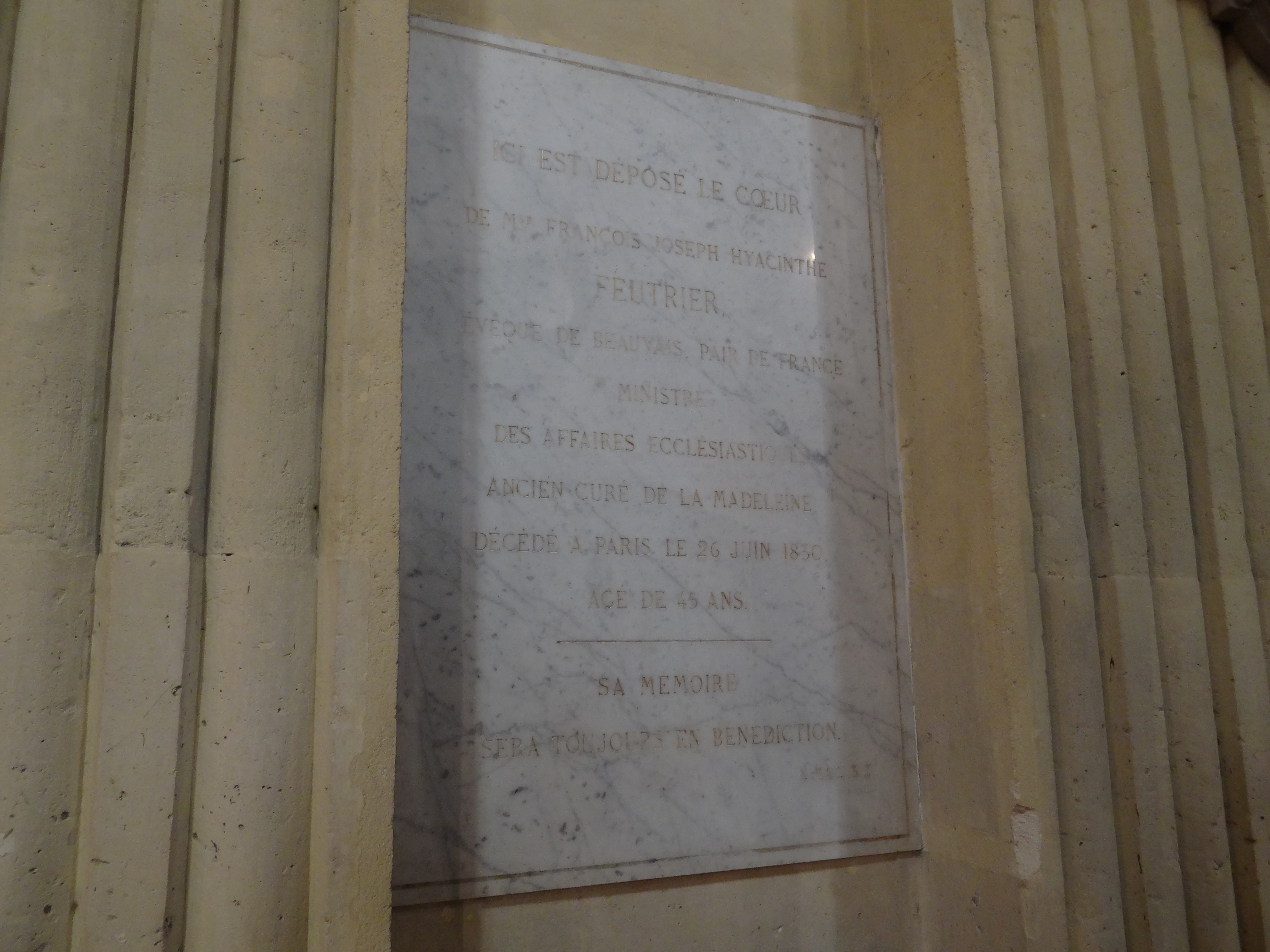
La plaque renfermant le cœur de François-Jean-Hyacinthe Feutrier dans l'église Notre-Dame-de-l'Assomption à Paris.

Son corps est inhumé dans le chœur de la cathédrale de Beauvais tandis que son cœur est déposé dans un autel de l'église Notre-Dame-de-l'Assomption à Paris.

## Distinctions
- Officier de la Légion d'honneur (11 novembre 1827)[6]

## Œuvres
- Panégyrique de Jeanne d'Arc (prononcé dans la cathédrale d'Orléans, le 8 mai 1821, jour anniversaire de la délivrance d'Orléans) ;
- Oraison funèbre du duc de Berry (1820) ;
- Oraison funèbre de la duchesse d'Orléans (1821).